# Tramwaje w Kerczu
Tramwaje w Kerczu – zlikwidowany system tramwajowy w mieście Kercz na Krymie działający w latach 1935–1944.

## Historia
Budowę linii tramwajowej rozpoczęto w 1934 r. Otwarcie linii nastąpiło 7 listopada 1935. Wybudowana trasa o długości 5,9 km wiodła od Консервный завод do завод имени Войкова. W 1937 r. linię przedłużono z консервного завода do stacji kolejowej Kercz 1. W 1938 r. ogólna długość torów wynosiła 6,22 km w tym 5,6 km dla ruchu pasażerskiego, posiadano 5 wagonów silnikowych i 5 doczepnych, zajezdnia mogła pomieścić 20 wagonów. W marcu 1940 zainstalowano sieć trakcyjną nad zbudowaną w 1939 linią od stacji Kercz 1 do ulicy Советской. Po tej linii tramwaje zaczęły kursować 7 marca. W 1941 r. długość torów wynosiła 7,2 km, posiadano 6 wagonów silnikowych typu X i 6 wagonów doczepnych typu M. W czasie II wojny światowej w 1944 r. infrastruktura tramwajowa została zniszczona i nigdy nieodbudowana.
Tramwaje w Kerczu jako jedyne na Krymie miały szerokość toru wynoszącą 1524 mm.

## Tabor
Do obsług budowanej linii wiosną i latem 1935 do Kerczu dostarczono 4 wagony silnikowe typu X o nr 1 do 4, oraz 5 wagonów doczepnych typu M o nr 101 do 105. W 1937 dostarczono jeden wagon silnikowy. w drugiej połowie 1939 zakupiono 1 wagon silnikowy typu X i 1 doczepny typu M.